# Enkheim (Bergen-Enkheim)

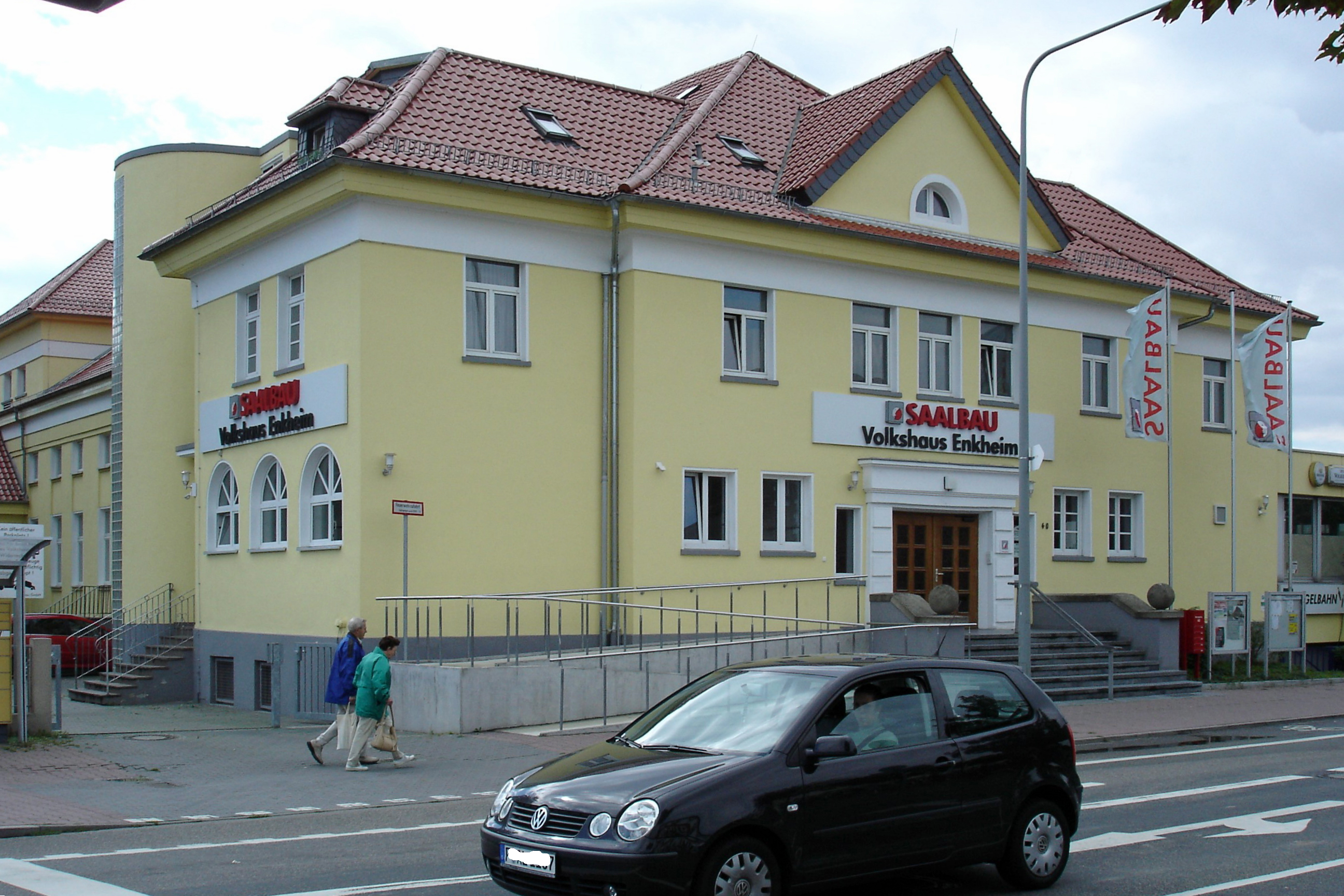
Das Volkshaus in Enkheim an der Endstation der U-Bahn

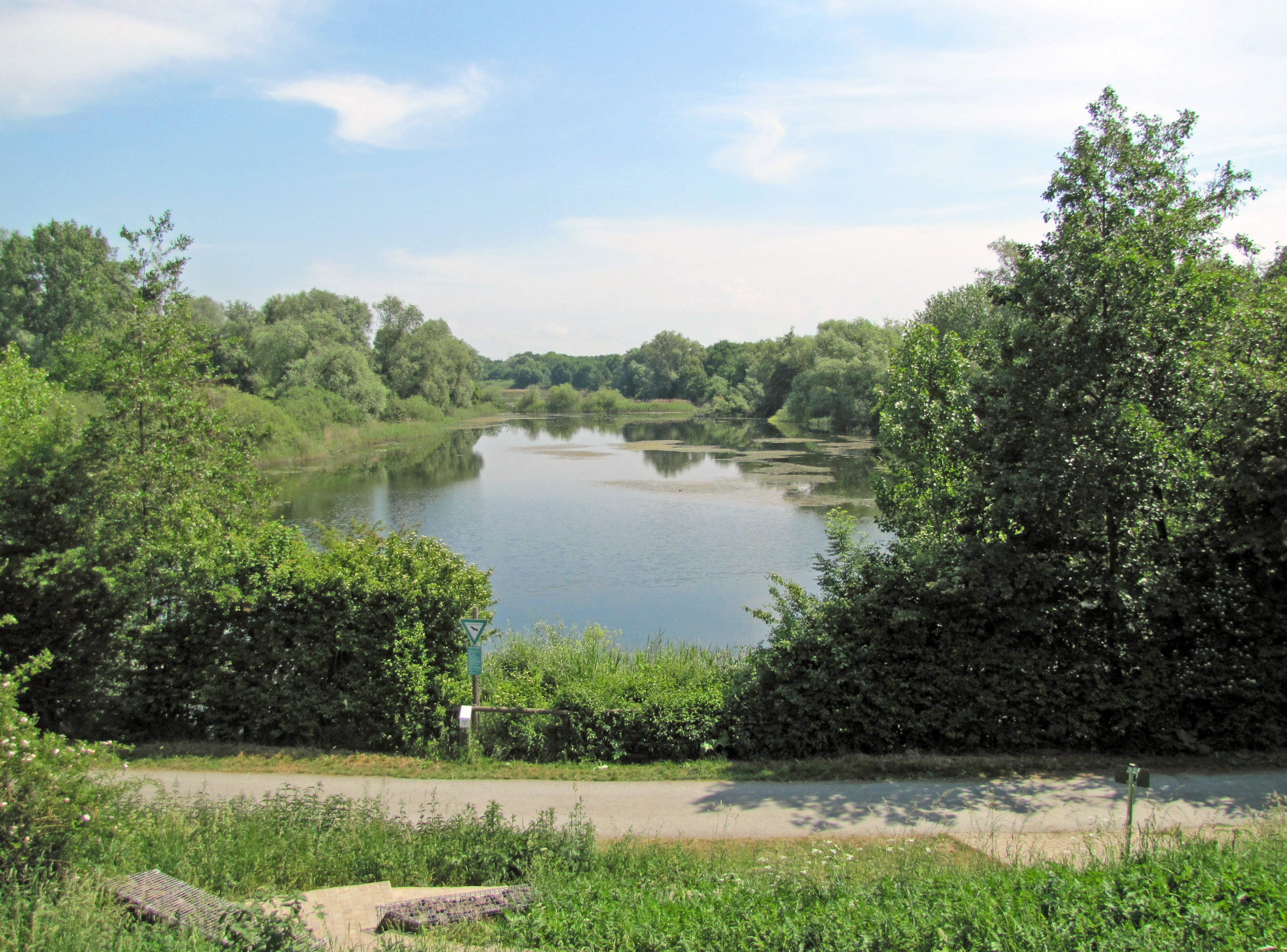
Der Riedteich im Enkheimer Ried

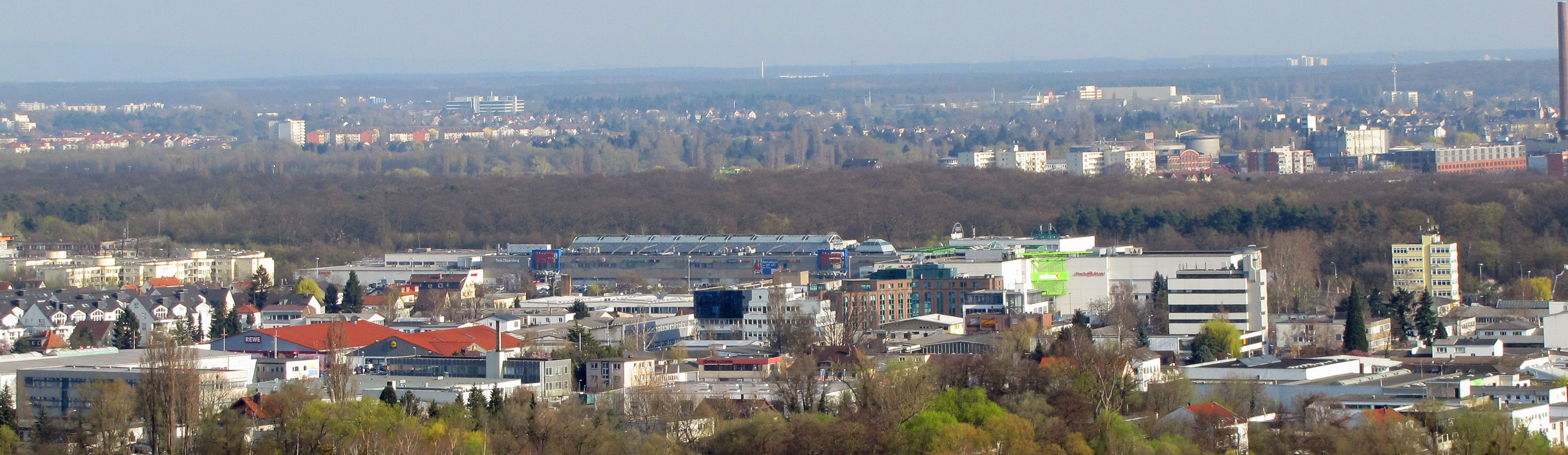
Das Industriegebiet mit Hessencenter

Enkheim war ein Dorf in der Herrschaft Hanau (ab 1429: Grafschaft Hanau). Es gehörte seit dem 19. Jahrhundert zur Gemeinde Bergen, die 1936 in Bergen-Enkheim umbenannt wurde. Die Gemeinde (ab 1968 Stadt) Bergen-Enkheim gehörte bis 1974 zum Landkreis Hanau, der danach im Main-Kinzig-Kreis aufging. Enkheim gehört (zusammen mit Bergen) seit 1977 durch Eingemeindung zur Stadt Frankfurt am Main.

## Geografische Lage
Enkheim liegt am Fuß eines Höhenrückens nördlich über dem Maintal, ca. 100 m über NN, etwa 7 km nordöstlich des Stadtzentrums von Frankfurt am Main, am Rand der und unterhalb der Abbruchkante der Wetterau zum Maintal. Deren Hang, der in West-Ost-Richtung verläuft, wird von Gartenanlagen und Streuobstwiesen eingenommen. Unterhalb des Berger Hanges liegt das Enkheimer Ried, eine ehemalige Moorlandschaft und heutiges Naturschutzgebiet. Das Enkheimer Ried befindet sich in einem Altarm des Mains. Am südlichen Rand des Naturschutzgebiets Enkheimer Ried befinden sich für Frankfurt a. M. außergewöhnliche Alteichenbestände ("Enkheimer Alteichen") von 3 bis 4,74 Metern Stammumfang, einem Alter zwischen 250 und 380 Jahren und Höhen zwischen 25 und 35 Metern. Nachgewiesen sind derzeit 30 Einzelexemplare, die sich im Wesentlichen an vier Positionen im rund 23,3 Hektar großen Enkheimer Wald konzentrieren.

## Geschichte

### Vorgeschichte
Im Wald zwischen Bischofsheim und Enkheim befindet sich ein größeres Gräberfeld mit fast 70 Grabhügeln der Hallstattzeit.

### Mittelalter
Enkheim war in römischer Zeit und auch im frühen Mittelalter besiedelt, wie fränkische Grabfunde aus der Gemarkung beweisen.
Die älteste Nennung Enkheims könnte in einer Urkunde aus dem Jahr 806 enthalten sein. Dort wird ein „Euuicheim“ genannt, das Forscher mit „Auheim“ (heute: Hanau-Großauheim und Hanau-Klein-Auheim) in Verbindung brachten. Es handelt sich hier um eine Abschrift aus dem 12. Jahrhundert, so dass ein Übertragungsfehler der Schreibweise „Ennicheim“ nicht ausgeschlossen ist. Die älteste zweifelsfreie Nennung Enkheims findet sich in einer Schenkungsurkunde an das Kloster Arnsburg von 1151, in der von „Berge iuxta Ennicheim“ die Rede ist, also von „Bergen in der Nähe von Enkheim“. Weitere Erwähnungen erfolgen als Ennincheim im Jahr 1151, Ennicham 1219 und Enigheim 1256.
Bergen und Enkheim wurden schon im 13. Jahrhundert als gemeinsame Dorfschaft erwähnt und waren seit 1327 miteinander verbunden. Beide Orte wurden seit jeher gemeinsam verwaltet. Auch kirchlich gehörte Enkheim lange Zeit zu Bergen. Ursprünglich lag Enkheim in einem umfassenden Reichsbesitz, dem Amt Bornheimerberg, das als Lehen vergeben wurde, in großem Umfang auch an die Herren von Hanau. Verschiedene deutsche Herrscher verpfändeten den Bornheimerberg – und damit auch Enkheim – sowie Rechte an diesem Territorium im 14. und frühen 15. Jahrhundert sowohl an die Herren und Grafen von Hanau als auch an die Reichsstadt Frankfurt. Dieses widersprüchliche Verhalten führte selbstverständlich zum Streit, zumal Frankfurt sich so von Hanauer Gebiet „umzingelt“ sah. Alle Versuche Frankfurts, dies zu verhindern, scheiterten. So kam es 1481 schließlich zu einem Vergleich. Drei Dörfer des Amtes erhielt Frankfurt exklusiv, die übrigen behielt Hanau. Enkheim kam so endgültig zur Grafschaft Hanau-Münzenberg.

### Neuzeit

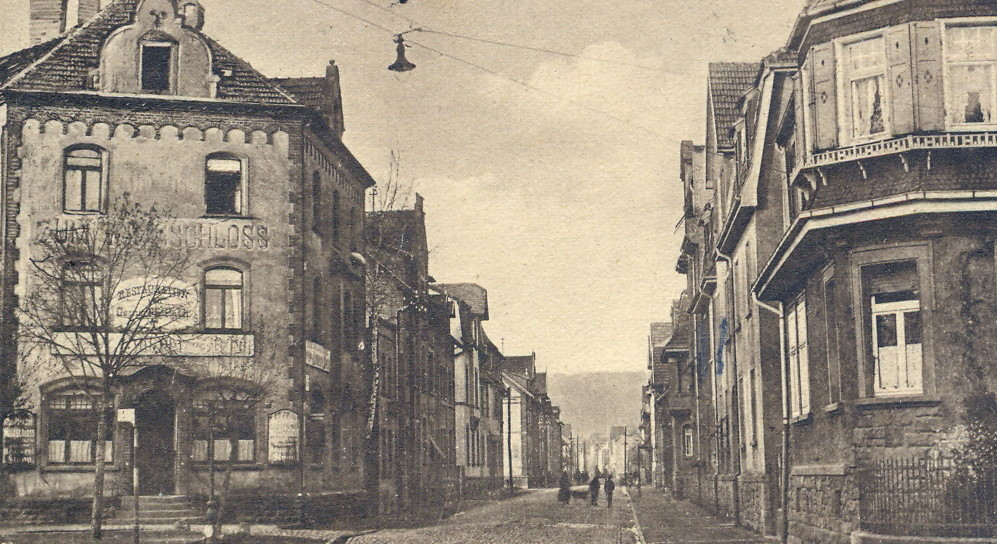
Ansicht der Hauptstraße von Enkheim um 1934

Kirchlich gehörte das Dorf zur Pfarrei Bergen. 1445 wird eine Kirche erwähnt. Kirchliche Mittelbehörde war das Archidiakonat des Propstes von St. Peter in Mainz, Dekanat Eschborn. Die Reformation setzte sich in der Grafschaft Hanau-Münzenberg in der Mitte des 16. Jahrhunderts zunächst in ihrer lutherischen Ausprägung durch. In einer „zweiten Reformation“, wurde die Konfession der Grafschaft Hanau-Münzenberg erneut gewechselt: Graf Philipp Ludwig II. verfolgte ab 1597 eine entschieden reformierte Kirchenpolitik. Er machte vom Jus reformandi Gebrauch, seinem Recht als Landesherr, die Konfession seiner Untertanen zu bestimmen, und setzte dies für die Grafschaft weitgehend als verbindlich durch.
1717 bis 1719 wurde eine neue Pfarrkirche errichtet, der Name des alten Patroziniums, „Laurentiuskirche“, aber übernommen, und das Gebäude 1741/43 durch einen Fassadenturm ergänzt. Erst 1911 wurde eine eigene Kirchengemeinde eingerichtet.
Nach dem Tod des letzten Hanauer Grafen, Johann Reinhard III., 1736 erbte Landgraf Friedrich I. von Hessen-Kassel aufgrund eines Erbvertrages aus dem Jahr 1643 die Grafschaft Hanau-Münzenberg und damit auch den Bornheimerberg und Enkheim.
Während der napoleonischen Zeit stand Enkheim von 1806 bis 1810 unter französischer Militärverwaltung und gehörte dann von 1810 bis 1813 zum Großherzogtum Frankfurt, Departement Hanau. Anschließend fiel es an Hessen-Kassel, nunmehr „Kurfürstentum Hessen“ genannt, zurück. Hier kam es 1821 zu einer grundlegenden Verwaltungsreform: Der Bornheimerberg wurde dem neu gebildeten Landkreis Hanau zugeschlagen.
Die Gemeinde Bergen wurde 1936 in Bergen-Enkheim umbenannt.

### Infrastrukturelle Entwicklungsdaten
- 1888–1924: Eiswerk Günther, Natureisherstellung am Ried und Vertrieb mit eigenen Pferdewagen. Anschließend bis 1955 als Kunsteiswerk.
- 1914–1994: Eisengießerei Slotosch
- 1928: Volkshaus wird eingeweiht.
- 1957, Straßenbahn Linie 18 fährt jetzt bis nach Enkheim (vorher nur bis Stadtgrenze an der Kruppstraße).
- 1968–1972: Schule am Ried als Grundschule. Anschließend bis heute: Additive Gesamtschule mit gymnasialer Oberstufe.
- 1971: Hessen-Center eröffnet.
- 1972: Katholische Kirche  eingeweiht, anschließend Katholische Hangkirche abgerissen.
- 1972: Hallenbad eröffnet.
- 1978: Freibad eröffnet.
- 1979: A66 Ausfahrt Enkheim am 20. November eröffnet.
- 1992: U7 fährt nach Enkheim.[10]

## Einwohnerentwicklung
Die Einwohnerzahlen wurden für die Dörfer Bergen und Enkheim gemeinsam ermittelt, siehe Artikel Bergen bis 1821 und Bergen-Enkheim 1830 bis 1994.

## Enkheimer Friedhof

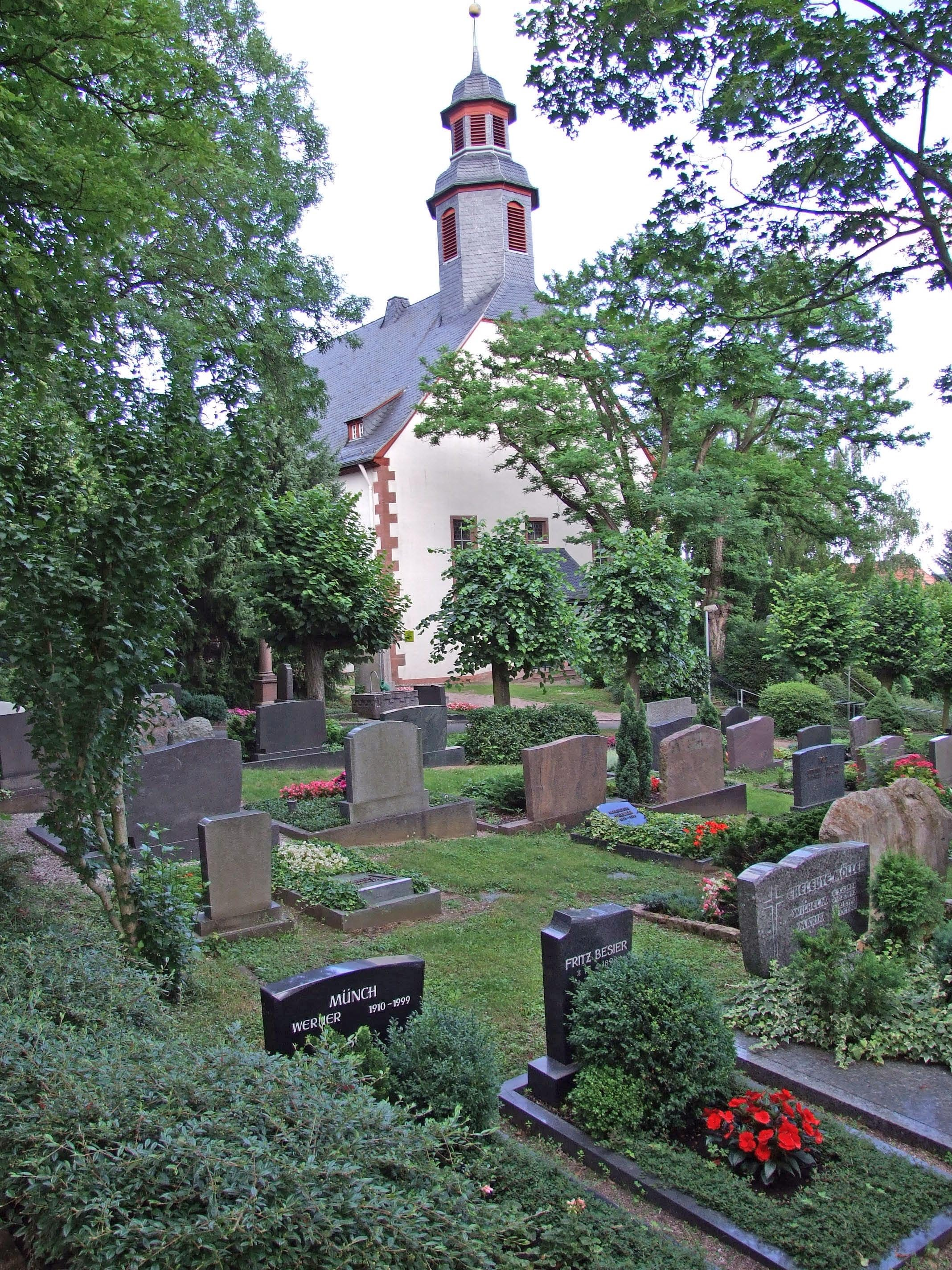
Laurentiuskirche
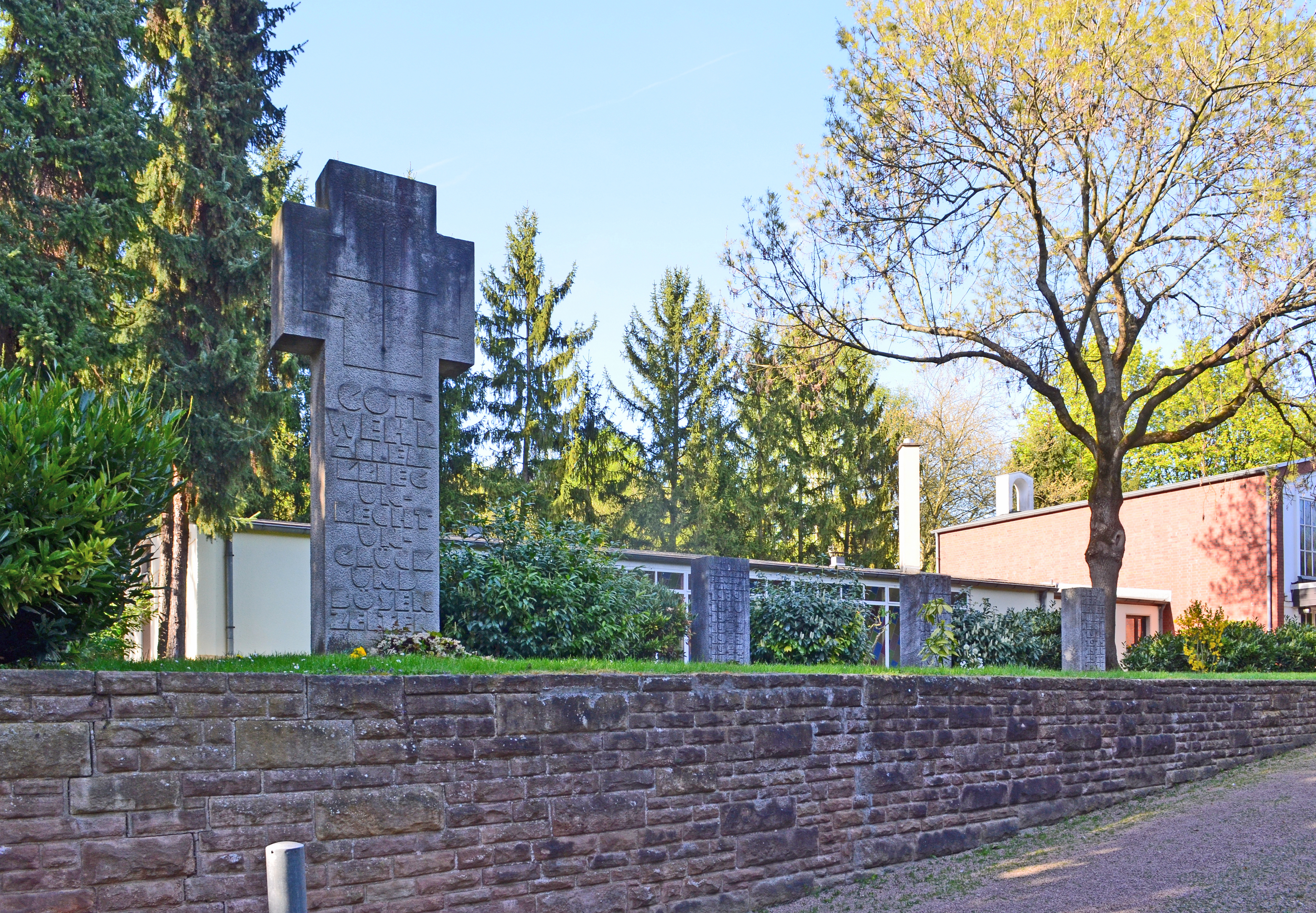
Totengedenkstätte
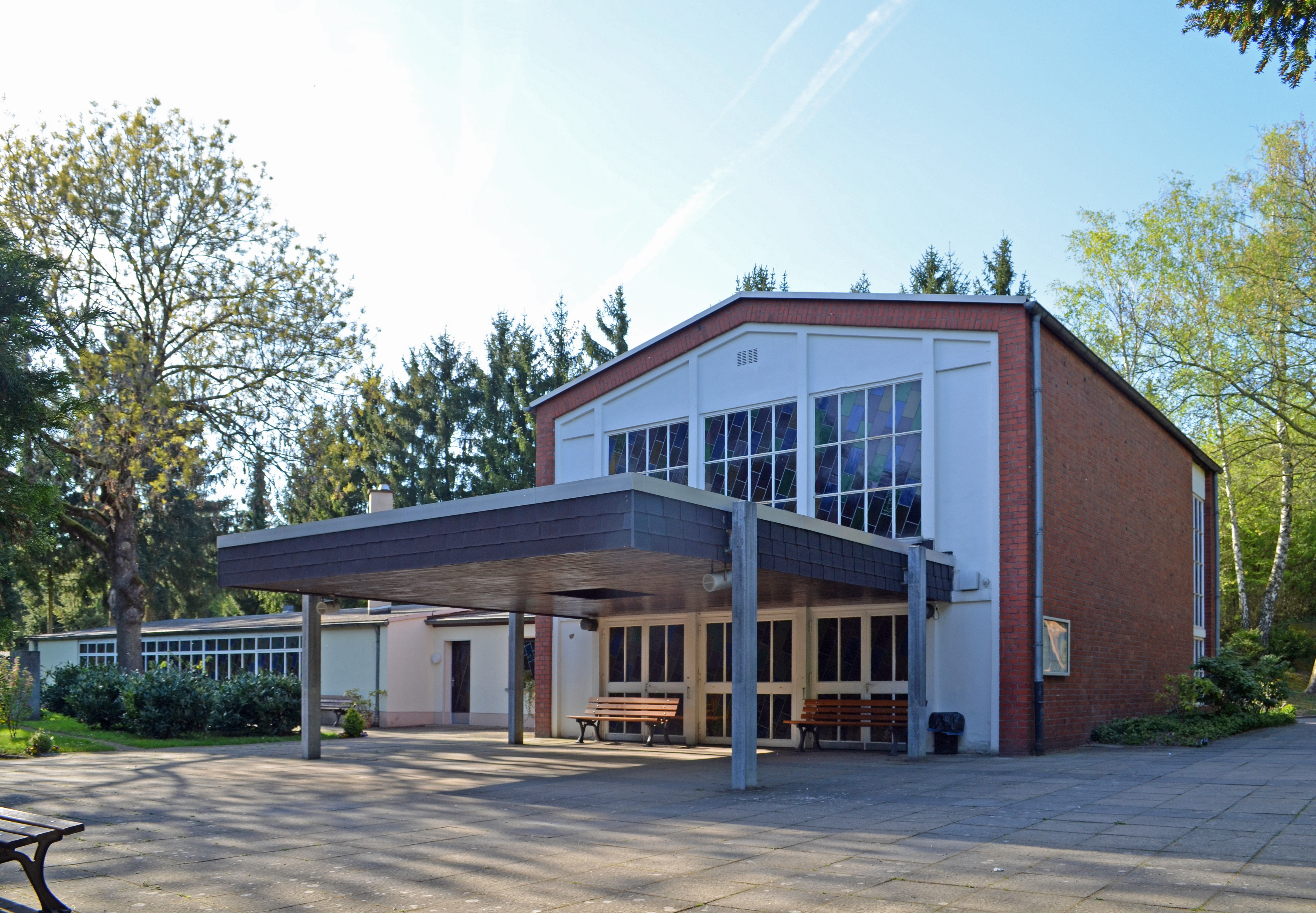
Trauerhalle
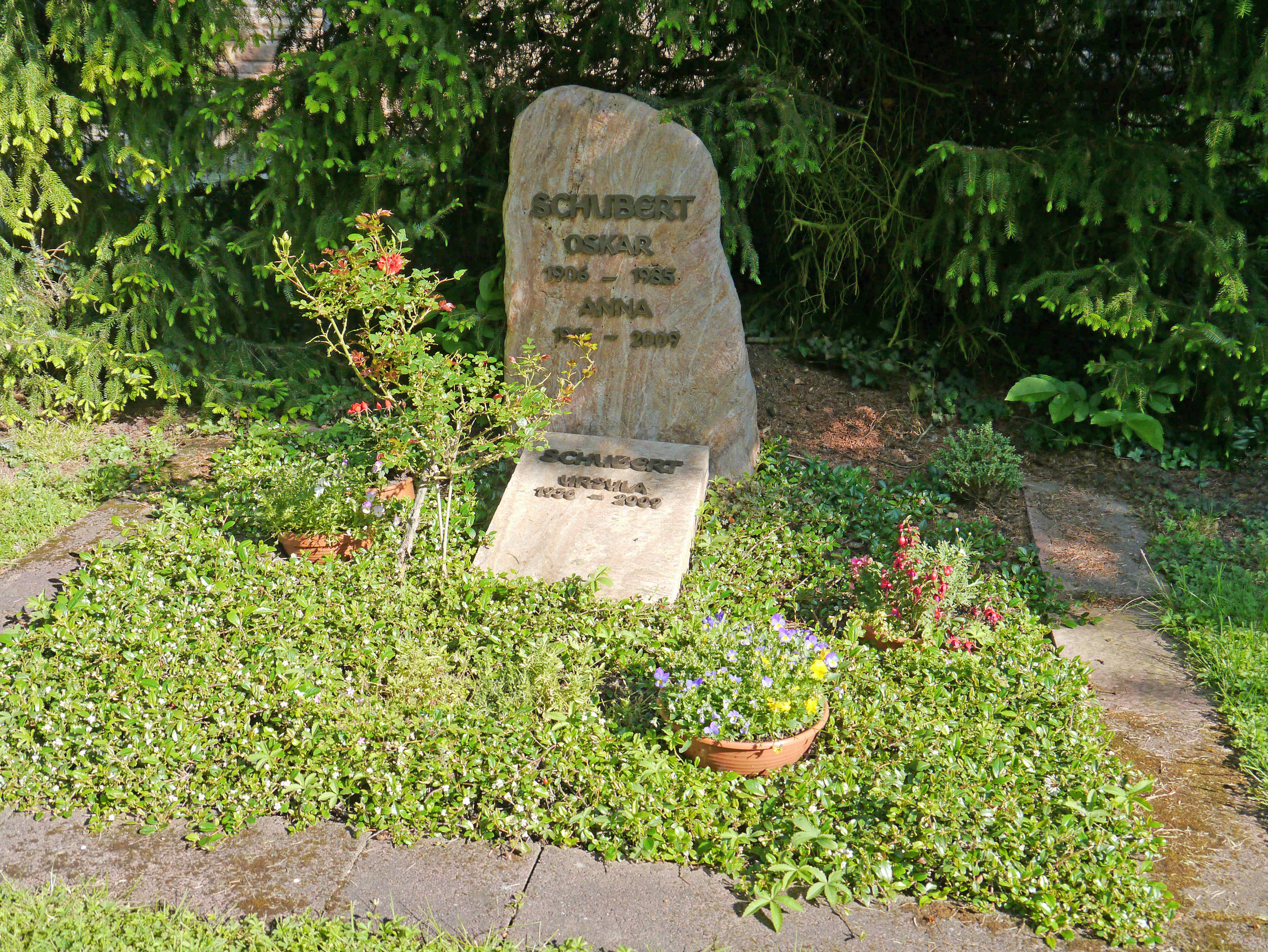
Grab von Oskar Schubert und Frau (Erster Bürgermeister nach dem Zweiten Weltkrieg)
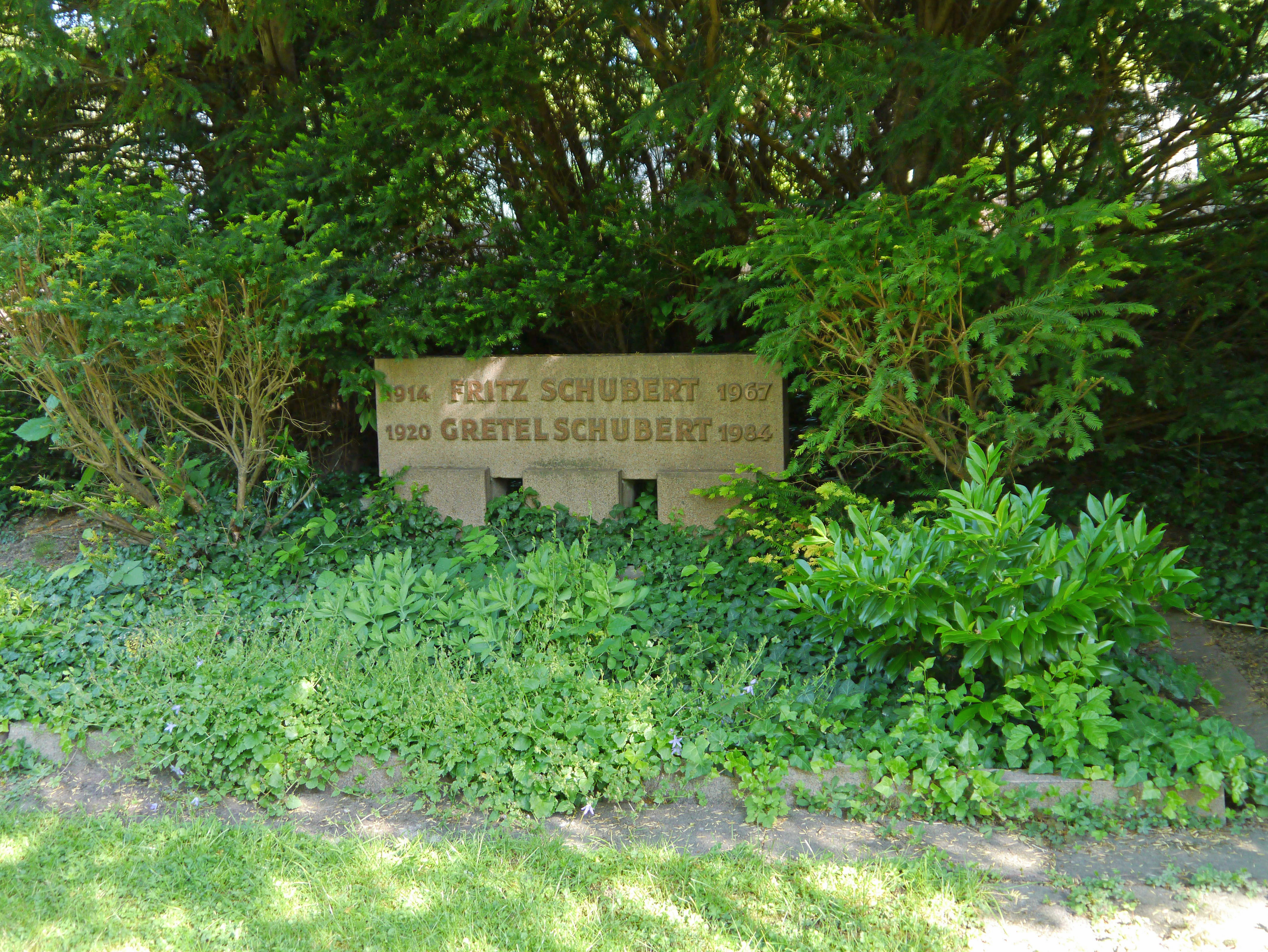
Grab des Ehepaares Fritz Schubert (Bürgermeister 1946–1966 und Landrat 1966–1967)
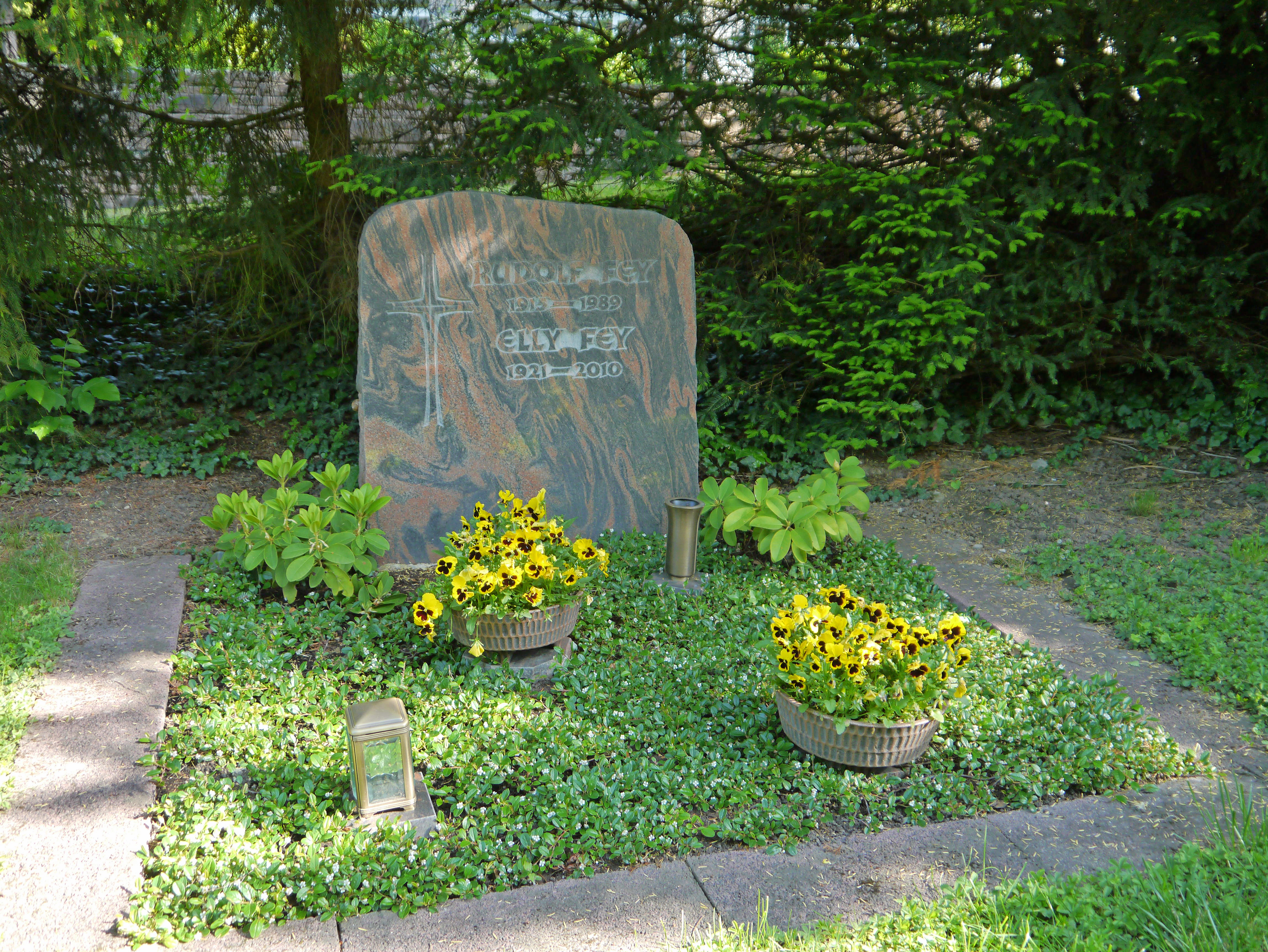
Grab von Rudolf und Elly Fey (Bürgermeister 1967–1976 bis zur Eingemeindung nach Frankfurt am Main)

## Söhne und Töchter des Ortes
- Heinrich Grimm (1637–1713), Vater von Friedrich Grimm (dem Älteren) und Ururgroßvater der Brüder Grimm

## Schulen bis 1945
- Schule am Neuen Weg  Volksschule von 1838 bis 1940  (Neuer Weg/Ecke Florianweg alt Schulweg)
- Schule Triebstraße 36  Volksschule von 1870 bis 1900
- Schule am Kirchweg  Volksschule von 1901/2 bis 1968 (jetzt 18. Polizeirevier, Florianweg/Ecke Laurentiusstraße alt Ochsenweg/Ecke Kirchweg)[11]